# Fox Chase
Fox Chase é uma cidade localizada no estado americano de Kentucky, no Condado de Bullitt.

## Demografia
Segundo o censo americano de 2000, a sua população era de 476 habitantes.
Em 2006, foi estimada uma população de 506, um aumento de 30 (6.3%).

## Geografia
De acordo com o United States Census Bureau tem uma área de
0,9 km², dos quais 0,9 km² cobertos por terra e 0,0 km² cobertos por água.

## Localidades na vizinhança
O diagrama seguinte representa as localidades num raio de 4 km ao redor de Fox Chase.